# Monastyr Lipovac
Monastyr Lipovac (serb. Манастир Липовац) – żeński monaster Serbskiej Cerkwi Prawosławnej, znajdujący się w Lipovacu, 6 km na południowy zachód od Aleksinaca.
Obok monasteru znajduje się niewielka cerkiew Świętych Archaniołów Michała i Gabriela.
W klasztorze żył święty archimandryta Dionizy (Pantelić). Po jego śmierci, zgodnie z jego ostatnią wolą, rozpoczęto przed monastyrem budowę nowej, większej świątyni.